# Generalna Dyrekcja Dróg Krajowych i Autostrad

Logo der GDDKiA

Aktuelles Autobahnen- und Schnellstraßennetz in Polen
unter Verkehr
in Bau
in Planung

Geplantes Autobahnen- und Schnellstraßennetz in Polen

Die Generalna Dyrekcja Dróg Krajowych i Autostrad (dt. etwa: Generaldirektion für Landesstraßen und Autobahnen; Abkürzung: GDDKiA) ist eine zentrale Behörde der Regierung Polens zur Verwaltung der Droga krajowa und zur Umsetzung des Staatshaushalts in diesem Bereich. Sie wurde 2002 gegründet und ist dem Ministerium für Infrastruktur unterstellt. Ihr Hauptsitz liegt in Warschau, weitere 16 Regionalsitze befinden sich überwiegend in den Großstädten der einzelnen Woiwodschaften. Derzeitiger Generaldirektor der GDDKiA ist Tomasz Żuchowski.

## Geschichte
Die Behörde wurde am 1. April 2002 von dem Ministerium für Infrastruktur aus dem Zusammenschluss der Generaldirektion für öffentliche Straßen (pl.: Generalna Dyrekcja Dróg Publicznych) und der Agentur für Bau und Betrieb der Autobahnen (pl.: Agencja Budowy i Eksploatacji Autostrad) gegründet.
2009 feierte GDDKiA den 190. Jahrestag der Einführung einer zentralen Straßenverwaltung in Polen. Die Gründung der Jeneral-Direktion für Straßen und Brücken des polnischen Königreichs (pl.: Dyrekcja Jeneralna Dróg i Mostów Królestwa Polskiego) im Jahr 1819 machte den Anfang einer zentralen Straßenverwaltung in den damaligen polnischen Gebieten.
2010 warf die NIK den Beamten der GDDKiA Machtmissbrauch und Fahrlässigkeit vor, die zu erheblichen Verlusten der Staatskasse in das Vergütungssystem für kostenlose Autobahnfahrten der Autos, die schon die Maut bezahlt hatten, geführt hat.
Im August 2010 wurden zwei Personen aus der Geschäftsleitung des GDDKiA-Bereiches Katowice wegen vermeintlicher Korruption, die von 1998 bis 2007 gedauert haben soll, von der ABW festgenommen.
2019 wurde der 200. Jahrestag der Einführung einer zentralen Straßenverwaltung gefeiert.

## Aufgaben
Die Behörde ist für die nationalen Straßen zuständig. Sie führt die Aufgaben der Führungskräfte für die Autobahnen, Schnellstraßen und Landesstraßen aus und realisiert den Staatshaushalt für diese Straßentypen. Zu den Aufgaben der GDDKiA gehören auch
- die Teilnahme an der Umsetzung der Verkehrspolitik für Straßen,
- die Datenerfassung und Aufbereitung von Informationen über das öffentliche Straßennetz,
- die Kontrolle über die Vorbereitung der Straßeninfrastruktur zur Landesverteidigung,
- die Erteilung von Genehmigungen für eine einfache Fahrt innerhalb einer vorgegebenen Zeit und einer festen Route von speziellen Fahrzeugen,
- die Zusammenarbeit mit Straßenverkehrsbehörden anderer Staaten und mit internationalen Organisationen,
- die Zusammenarbeit mit Gemeinden bei der Entwicklung und Wartung der Straßeninfrastruktur,
- die Verwaltung des Verkehrs auf Autobahnen, Schnellstraßen und Nationalstraßen,
- der Schutz historischer Straßen,
- das Ausführen von Aufgaben, die mit der Vorbereitung und Koordinierung des Baus und Betriebs oder nur des Betriebs von mautpflichtigen Autobahnen,
- und die Mauterhebung gemäß den Vorschriften für mautpflichtige Autobahnen und für den Nationalen Straßenfonds.

## Liste der Generaldirektoren der GDDKiA
- Tadeusz Suwara (1. April 2002 – 9. Juli 2003)
- Dariusz Skowroński (9. Juli 2003 – 4. Oktober 2004)
- Edward Gajerski (4. Oktober 2004 – 8. Dezember 2005)
- Zbigniew Kotlarek (8. Dezember 2005 – November 2006)
- Zbigniew Kotlarek (kommissarisch; November 2006 – 22. Januar 2008)
- Janusz Koper (22. Januar 2008 – 8. Mai 2008)
- Lech Witecki (12. Mai 2008 – 13. Februar 2014)
- Ewa Tomala-Borucka (13. Februar 2014 – 23. April 2015)
- Tomasz Rudnicki (23. April 2015 – Dezember 2015)
- Jacek Bojarowicz (Dezember 2015 – 12. Dezember 2016)
- Krzysztof Kondraciuk (kommissarisch; 12. Dezember 2016 – 9. November 2017)
- Jacek Gryga (9. November 2017 – 30. August 2018)
- Tomasz Żuchowski (seit 30. August 2018)

(Quelle:)